# Arlington House, The Robert E. Lee Memorial
Arlington House, das (R.E. Lee Memorial), ist ein im neugriechischen Stil gebautes Herrenhaus in Arlington County, USA und war einst das Heim des Konföderierten-Generals Robert E. Lee. Es liegt oberhalb des Potomac River, direkt gegenüber der National Mall in Washington, D.C. Während des Sezessionskrieges wurde das Grundstück des Hauses als Standort für den Arlington National Cemetery gewählt, zum Teil, um sicherzustellen, dass Lee nie wieder in seine Heimat würde zurückkehren können.

## Bauzeit und frühe Geschichte

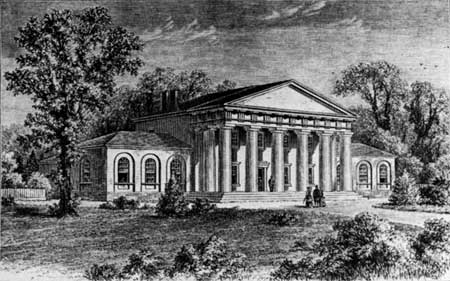
Zeichnung des Arlington House, vor 1861 erstellt und 1875 veröffentlicht.

Das Herrenhaus wurde im Auftrag von George Washington Parke Custis, einem Stiefenkel von George Washington gebaut. Er war der bekannteste Einwohner von Alexandria County, das damals ein Teil des District of Columbia war. Das Haus wurde auf einem 445 Hektar großen Grundstück gebaut, das der Vater von Custis, John Parke Custis, im Jahr 1778 erworben hatte. Custis nannte das Haus Arlington, nach dem Namen des Anwesens seiner Familie an der Ostküste Virginias. Das Haus wurde vom englischen Architekten George Hadfield, der auch am United States Capitol arbeitete, entworfen. Der Nord- und der Südflügel wurden zwischen 1802 und 1804 fertiggestellt. Der große Mittelbereich und der Säulengang mit einer Länge von 43 Metern wurden 13 Jahre später fertiggestellt. Das Haus hat eine Sommer- und eine Winterküche. Das auffälligste Merkmal des Hauses sind die acht massiven Säulen des Portikus.
Zu seiner Zeit war Custis der berühmteste Einwohner von Alexandria County und er war Gastgeber für viele der berühmtesten Männer der damaligen Zeit, darunter Marie-Joseph Motier, Marquis de La Fayette, der 1824 zu Besuch war. Auf Arlington experimentierte Custis mit neuen Methoden der Tierhaltung und anderen Bereichen der Landwirtschaft. Das Anwesen umfasste ebenfalls Arlington Spring, einen Picknickplatz am Ufer des Potomac. Diesen hatte er zunächst zu privaten Zwecken gebaut, ihn aber später öffentlich zugänglich gemacht, um ihn eventuell kommerziell zu nutzen.
Seine Tochter Mary Anna Randolph Custis war sein einziges Kind, das das Erwachsenenalter erreichte. Der junge Robert E. Lee, dessen Mutter eine Cousine von Frau Custis war, besuchte häufig Arlington. Zwei Jahre nach seinem Abschluss in West Point, am 30. Juni 1831, heiratete Lieutenant Lee Mary Custis auf Arlington. 30 Jahre lang war Arlington House die Heimat der Lees. Einen großen Teil ihrer Ehe pendelten sie zwischen Standorten der U.S. Army und Arlington, wo sechs ihrer sieben Kinder geboren wurden. Sie teilten sich das Haus mit Marys Eltern.
Als George Washington Parke Custis im Jahr 1857 starb, hinterließ er das Arlington Anwesen seiner Tochter und bestimmte seinen ältesten Enkel George Washington Custis Lee zu deren Nacherben. Das Anwesen benötigte viele Reparaturen und Umgestaltungen, deshalb ließ sich Lee bis 1860 von der Armee freistellen, um die landwirtschaftlichen und finanziellen Verbesserungen vorzunehmen.

## Sezessionskrieg

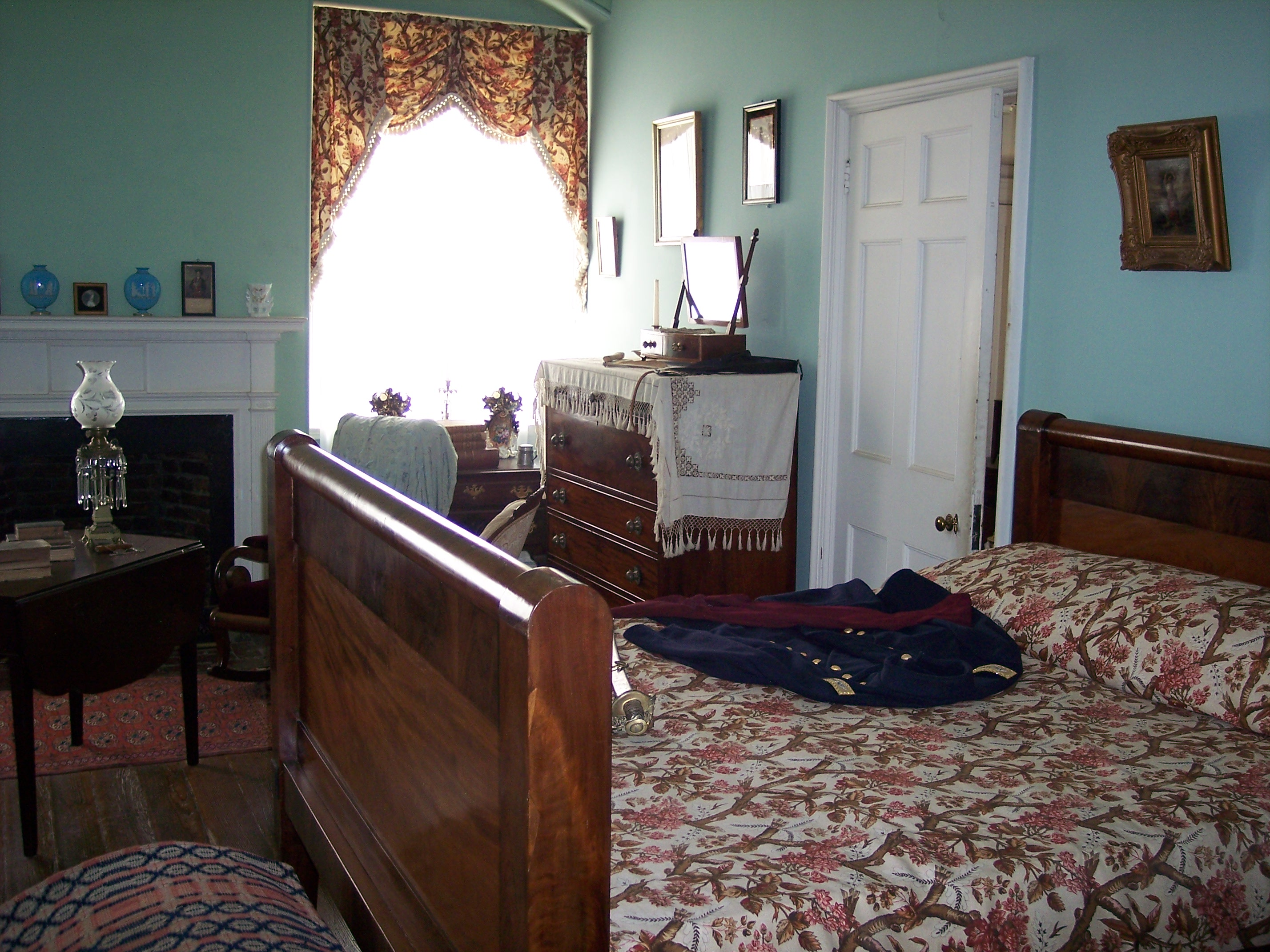
Das Schlafzimmer von Lee und seiner Frau im 1. Stock. Auf dem Bett liegt eine Kopie seiner Uniform.

Nach dem Ausbruch des Sezessionskriegs im Jahr 1861 trennte sich Virginia von den Nordstaaten. Colonel Robert E. Lee, der zu der Zeit 35 Jahre in der U.S. Army gedient hatte, wurde das Kommando der Union Army angeboten. Lee war der Meinung, dass er den Bürgerinnen und Bürgern von Virginia dies nicht zumuten könnte. Anstatt das Kommando zu übernehmen, entschloss er sich, seinen Dienst zu quittieren. Danach meldete er sich in Richmond zum Dienst, als Kommandant der Virginia Provisional Army. Kurze Zeit später ging er zur Confederate States Army und wurde zum General befördert. Lee war um die Sicherheit seiner Frau besorgt, die immer noch in dem Herrenhaus wohnte. Er konnte sie überzeugen, das Anwesen zumindest vorübergehend zu verlassen. Sie schaffte es, einen Teil der Wertsachen der Familie in Sicherheit zu bringen.
Einheiten der Union besetzen einen Monat nach Fort Sumter Lees Besitz und nutzen ihn als Hauptquartier des Festungsgürtels, der Washington, D.C. deckte. Ein Großteil des verbliebenen Familienbesitzes wurde zur Aufbewahrung in das Patent Office gebracht. Einige Erbstücke, darunter auch Mount Vernon, waren bereits geplündert und verstreut.
Im Jahr 1864 waren die Militärfriedhöfe in Washington, D.C. und Alexandria mit Gefallenen der Union überfüllt. Der Generalquartiermeister Montgomery C. Meigs wählte schnell Arlington als Standort für einen neuen Friedhof aus. Meigs, der aus Georgia stammte, hatte unter Lee in der U.S. Army gedient und hasste seinen ehemaligen Kameraden, der jetzt gegen die Nordstaaten kämpfte. Er ordnete an, dass Gräber direkt vor der Eingangstür des Hauses angelegt werden sollten. Dies sollte verhindern, dass die Lees jemals zurückkehrten. Meigs überwachte persönlich die Beerdigung von 26 Soldaten der Nordstaaten im Rosengarten von Frau Lee. Im Oktober wurde Meigs Sohn im Krieg getötet. Er wurde auch auf Arlington beerdigt.
Weder Robert E. Lee noch seine Frau haben jemals wieder einen Fuß auf ihr Anwesen gesetzt. Mary Custis Lee besuchte das Gelände kurz vor ihrem Tod, sie wurde jedoch von Gefühlen überwältigt und war nicht in der Lage, es zu betreten.

## Nachkriegszeit

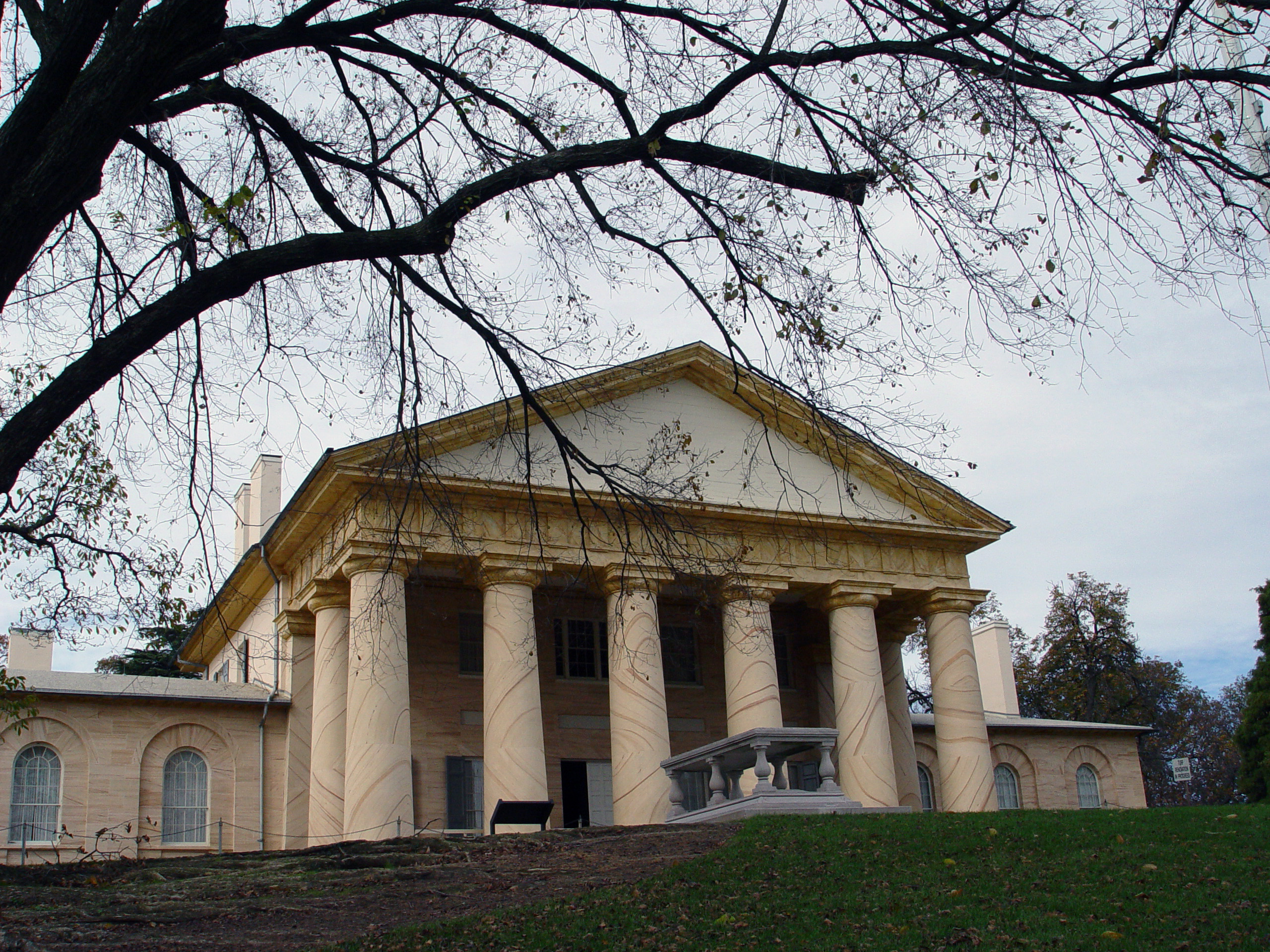
Blick auf die Front von Arlington House

Im Jahr 1864 behauptete die Regierung, dass die Grundsteuern nicht bezahlt worden wären und beschlagnahmte das Anwesen. Robert E. Lee und seine Frau sind nie rechtlich dagegen angegangen. Im Jahr 1870, nach dem Tod seines Vaters, reichte George Washington Custis Lee, der älteste Sohn von Robert E. Lee, Klage beim Gericht in Alexandria ein. Das Verfahren ging bis zum Obersten Gerichtshof, der Custis Lee nur einen Ausgleich für das Haus und das 4 km² große Grundstück zusprach. Lee hatte 300.000 USD gefordert, er bekam aber nur 150.000 USD, den angenommenen Marktwert des Anwesens.
1920 benannte die Virginia General Assembly Alexandria County in Arlington County um. Dies geschah, um Robert E. Lee zu ehren und das beginnende Durcheinander zwischen Alexandria County und der Stadt Alexandria zu beenden.
Im Jahr 1925 begann das War Department das Herrenhaus zu restaurieren und die Kontrolle wurde 1933 dem National Park Service übertragen. 1955 ernannte der Kongress das Haus zum Denkmal für Lee und 1966 wurde es in das National Register of Historic Places eingetragen.
Heute wird das Haus als Denkmal für Robert E. Lee vom National Park Service verwaltet, während das Gelände um das Haus, bekannt als Arlington National Cemetery, vom Department of the Army geführt wird.

## Referenzen
- The National Parks: Index 2001-2003. Washington: U.S. Department of the Interior.